# Пинтер, Фридрих
Фри́дрих Пи́нтер (нем. Friedrich Pinter; род. 22 февраля 1978, Филлах, Австрия) — австрийский биатлонист, призёр Чемпионата мира 2005 года в Хохфильцене. Начал заниматься лыжными гонками в возрасте 13 . В биатлон перешёл в 2000 году. Завершил карьеру По окончании сезона 2015/2016 годов. 

## Кубок мира
- 2002—2003 — 68-е место (11 очков)
- 2003—2004 — 48-е место (58 очков)
- 2004—2005 — 55-е место (43 очка)
- 2005—2006 — 49-е место (74 очка)
- 2006—2007 — 19-е место (351 очко)
- 2007—2008 — 16-е место (365 очков)
- 2008—2009 — 22-е место (354 очка)
- 2009—2010 — 33-е место (265 очков)
- 2010—2011 — 82-е место (30 очков)
- 2011—2012 — 73-е место (34 очка)
- 2012—2013 — 30-е место (313 очков)
- 2013—2014 — 36-е место (209 очков)